# Piérdeme el respeto
«Piérdeme el respeto» es una canción de la agrupación mexicana Playa Limbo perteneciente a su primer álbum en vivo De días y de noches (2015). Fue lanzado en el mes de marzo del 2015 junto con el video oficial.

## Información general
La canción fue escrita y producida por los mismos miembros del grupo (María León) y con la música de Jorge Corrales, Ángel Baillo y Servando Yáñez.
La canción también la cantaron durante un show en vivo con todos sus fans en Puebla al igual que otros de sus canciones de sus álbumes anteriores esto en junio del 2016.

## Lista de canciones[4][5]
- 'Piérdeme el respeto' : 3:40